# Rio Fambaque (Lorri)
O rio Fambaque (em armênio: Փամբակ գետ; romaniz.: P’ambak get) é um rio da Armênia e o principal na província de Lorri. Inicia nas encostas orientais do passo de Jajur, flui paralelamente às montanhas Bazum e Fambaque até Vanazor, depois vira a nordeste, onde se junta ao Zoraguete no desfiladeiro de Fambaque e forma o rio Debede, que pertence à bacia hidrográfica do rio Cura. Seus principais tributários direitos são os rios Tanzute, Vordenave e Alarex, e os da margem esquerda são os rios Bazuntar e Vaagni. Sua bacia tem 1 370 quilômetros quadrados, sua elevação média é de 1 926 metros e seu comprimento é de 86 quilômetros. É regionalmente importante à irrigação. O canal de Nalbande é alimentado pelas águas de seus tributários.